# Promi Touchdown – Die Football-Show
Promi Touchdown – Die Football-Show ist eine Unterhaltungsshow bei RTL aus dem Jahr 2023. In dieser Show treten prominente Teams in sieben Spielen gegeneinander an.

## Handlung
Die Show dreht sich um das Thema American Football, dazugehört Cheerleader, Marching Bands und eine Half-Time-Show. Zwei prominente Teams sollen in insgesamt sieben Spielen gegeneinander antreten, gefragt sind Schnelligkeit, Teamgeist und Spaß. Im großen Finale gewinnt der Football-Meister und erhält die Trophäe.
Das Maskottchen der Show heißt Touchdown Tommy. Es überreicht nach jedem Spiel dem Gewinnerteam einen Goldenen Football. Dieser kann im Finale eingetauscht werden, sodass statt der Prominenten einer der Profi-Kicker kickt.
Das Final-Spiel Fieldgoal Elfmeter gewann das Team Speedy Sharks im Sudden Death.

## Besetzungen
| Rolle                | Darsteller                                                              |
| -------------------- | ----------------------------------------------------------------------- |
| Moderator            | Daniel Hartwich                                                         |
| Kommentatorenteam    | Jana Wosnitza und Florian Schmidt-Sommerfeld                            |
| Team Speedy Sharks   | Oliver Pocher, Valentina Pahde und Pascal Hens                          |
| Team Running Rabbits | Ralf Moeller, Hans Sarpei und Ekaterina Leonova                         |
| Profi-Kicker         | Jens Appelt und Daniel Schuhmacher, Profi Kicker der Cologne Centurions |
| Schiedsrichterin     | Cornelia Angermeier                                                     |
| Marching-Band        | Druckluft und Rheingold Show & Brass Mainz 1978 e.V.                    |
| Chearleader          | Cologne Centurions Chearleader und Galaxy Dancers                       |
| Tanzgruppe           | ADTV-Tanzschule Knöller                                                 |
| Halftime-Show        | DJ Ötzi                                                                 |

## Spielübersicht
| Nr. | Spielname                       | Gewinnerteam    | Punktestand  |
| --- | ------------------------------- | --------------- | ------------ |
| 1   | Glitsch Football                | Speedy Sharks   | 156:84       |
| 2   | Marching-Band-Quiz              | Speedy Sharks   | 5:2          |
| 3   | Schnapp die Fahne               | Running Rabbits | /            |
| 4   | BBQ Battle                      | Running Rabbits | 8:2          |
| 5   | Touchdown Quiz                  | Speedy Sharks   | 5:1          |
| 6   | Kiss Cam                        | Unentschieden   | 3:3          |
| 7   | The Masked Kottchen             | Speedy Sharks   | /            |
| 8   | Fieldgoal Elfmeter (Finalspiel) | Speedy Sharks   | Sudden Death |

## Entstehung
RTL hatte sich 2023 unter großer medialer Aufmerksamkeit die Rechte an der NFL-Season gesichert. Thematisch passend dazu hat RTL Deutschland die Produktion der Unterhaltungsshow an Banijay Productions Germany GmbH in Auftrag gegeben.
Die Show wurde am 28. Oktober 2023 in der Halle 45 in Mainz aufgezeichnet.

## Veröffentlichung
Die Show wurde am Samstag, dem 4. November 2023 um 20:15 Uhr bei RTL ausgestrahlt. 760.000 Zuschauer, davon 270.000 aus der Zielgruppe der 14- bis 49-Jährigen, sahen die Erstausstrahlung. Damit erreichte die Show einen Marktanteil von 5,5 Prozent.
Zusätzlich ist die Show bei dem Streamingportal RTL+ abrufbar.

## Rezeption
Die Show sei in der Einschaltquote mit 5,5 Prozent gegen Schlag den Star mit 13,5 Prozent und Klein gegen Groß mit 13,2 Prozent „krachend gefloppt“. Der erreichte Marktanteil läge deutlich unter dem RTL-Senderschnitt.
Quotenmeter.de kritisierte, das Konzept beschreibe sich hölzern und platt, es wolle kaum jemand sehen.